# MeteoNews
Die MeteoNews AG ist ein privater Schweizer Wetterdienst mit Hauptsitz in Zürich. Er wurde 1997 von Peter Wick gegründet und hat sich seither zu einem der führenden Wetteranbieter der Schweiz entwickelt. Peter Wick leitete das Unternehmen bis 31. Dezember 2020. Seit 1. Januar 2021 ist Reto Vögeli CEO der MeteoNews AG. MeteoNews ist auch Mitglied im Verband Schweizer Meteo Anbieter SMA.

## Unternehmen
Die MeteoNews AG beschäftigt 25 Mitarbeiter, darunter hauptsächlich Meteorologen, Moderatorinnen, Grafiker und IT-Experten. MeteoNews erstellt seine Prognosen in einem komplexen Modell aus Numerischer Wettervorhersage, statistischen Werten und manuellen Eingaben der Meteorologen. Messwerte bezieht das Unternehmen von staatlichen Wetterdiensten und von privaten Wetterstationen. 2007 wurde am Hauptsitz in Zürich ein Fernsehstudio eingerichtet, in dem Meteorologen und Moderatorinnen Wettersendungen für Web und TV aufzeichnen. Das Studio wurde auf das Jahr 2015 hin auf HD umgerüstet.

## Dienstleistungen
Neben der klassischen Wettervorhersage und Wetterberatung bietet MeteoNews auch Freizeit- und Biowetter sowie Unwetterwarnungen. Ein Schwerpunkt liegt dabei auf regional detaillierten Vorhersagen.
MeteoNews erstellt Vorhersagen für viele Medienkunden in der Schweiz, Frankreich, Liechtenstein, Belgien und Luxemburg, insbesondere aus den Bereichen Fernsehen (z. B. TeleZüri und TeleBärn), Radio (z. B. Radio 24, Radio Basilisk, Radio Argovia und Radio Pilatus) und Zeitungen (z. B. Tages-Anzeiger, Der Bund, Basler Zeitung, Blick, 20 Minuten und Liechtensteiner Volksblatt). Ebenso beziehen zahlreiche Kunden beispielsweise aus den Bereichen Infrastruktur, Energie, Tourismus oder Verkehr hochpräzise überregionale und regionale Wetterdaten und Wetterprognosen.

### wetter.tv

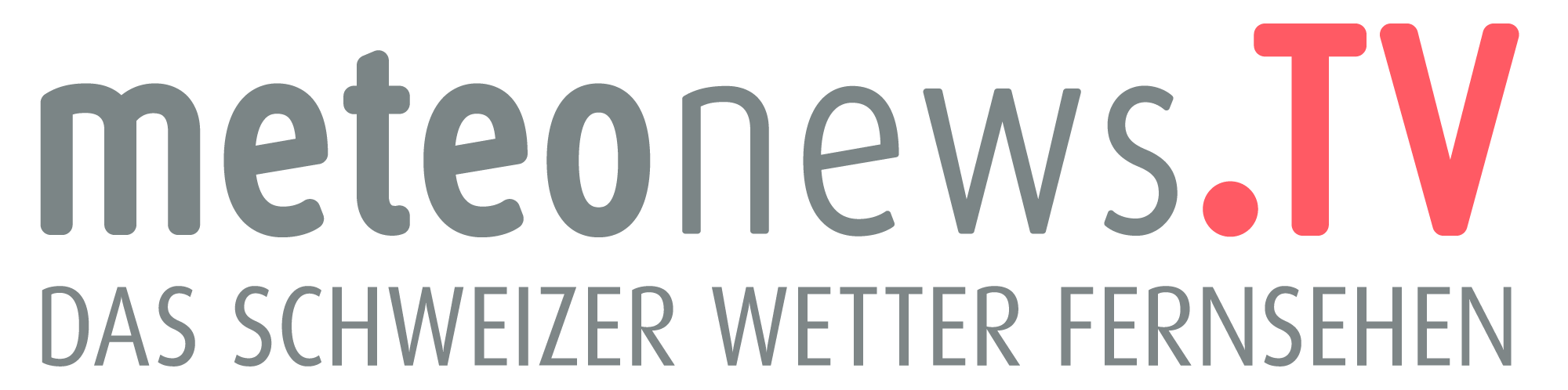
Logo von meteonews.TV bis Ende 2017

Im Mai 2010 hat MeteoNews ein eigenes Online-Wetterfernsehen für die Deutschschweiz lanciert, das inzwischen auch für weitere Länder wie Frankreich, Deutschland oder Spanien (un-)moderierte Vorhersagen sendet.
Vom 27. April 2016 bis zum 1. Dezember 2017 sendete meteonews.TV als erster reiner Wetterkanal der Schweiz täglich von 6 bis 18 Uhr auf dem Sender TV25. Die klassischen Wettershows wurden hier durch nationale und internationale Wetterbilder, Wetterreportagen und saisonalen Wettercontent ergänzt.
Am 1. Dezember 2017 wurde meteonews.TV in wetter.tv umbenannt und ein 24-Stunden-Sendebetrieb aufgenommen. Der als wetter.tv oder Schweizer Wetter Fernsehen bekannte TV-Kanal ist über die meisten Kabelnetze innerhalb der Schweiz empfangbar und sendet aktuelle Wetterinformationen, Hintergrundsendungen, Naturdokumentationen und weitere meist naturwissenschaftliche Inhalte.